# Takeshi Honda
Takeshi Honda (japanisch 本田 武史, Honda Takeshi; * 23. März 1981 in Kōriyama, Präfektur Fukushima) ist ein ehemaliger japanischer Eiskunstläufer, der im Einzellauf startete. Er ist der Vier-Kontinente-Meister von 1999 und 2003.

## Karriere
Honda begann im Alter von 9 Jahren zusammen mit seinem Bruder Hiroshi Shorttrack zu trainieren, wechselte aber bald zum Eiskunstlaufen. Dafür, dass er recht spät mit dem Eiskunstlaufen begann, machte er schnell große Fortschritte.
Mit 14 Jahren wurde er der jüngste japanische Meister im Eiskunstlaufen in der Geschichte. Insgesamt gewann er sechs nationale Titel.
Sein erster Trainer war Hiroshi Nagakubo. Später verließ er Japan in Richtung USA, um bei Halyna Smijewska zu trainieren. Von dort wechselte er wiederum nach Barrie, Kanada, um an der Mariposa School of Skating bei Douglas Leigh zu trainieren.
1999 gewann Honda im kanadischen Halifax die erste Vier-Kontinente-Meisterschaft. Diesen Titel konnte er 2003 in Peking erneut erringen.
2002 und 2003 gewann Honda jeweils die Bronzemedaille bei den Weltmeisterschaften. Er war damit der erste japanische Eiskunstläufer seit Minoru Sano 1977, der wieder eine Weltmeisterschaftsmedaille erringen konnte. Bei den Olympischen Spielen 2002 wurde Honda Vierter und verpasste somit eine Medaille nur knapp. 2004 und 2005 konnte er verletzungsbedingt kaum Wettbewerbe bestreiten oder musste wie bei der Weltmeisterschaft 2005 aufgeben. 2006 beendete er schließlich seine Karriere.

## Ergebnisse
| Wettbewerb / Jahr               | 1996 | 1997 | 1998 | 1999 | 2000 | 2001 | 2002 | 2003 | 2004 | 2005 | 2006 |
| ------------------------------- | ---- | ---- | ---- | ---- | ---- | ---- | ---- | ---- | ---- | ---- | ---- |
| Olympische Winterspiele         |      |      | 15.  |      |      |      | 4.   |      |      |      |      |
| Weltmeisterschaften             | 13.  | 10.  | 11.  | 6.   | 10.  | 5.   | 3.   | 3.   |      | Z    |      |
| Vier-Kontinente-Meisterschaften |      |      |      | 1.   | 5.   | 2.   | 2.   | 1.   | Z    |      |      |
| Japanische Meisterschaften      | 1.   | 1.   |      |      | 1.   | 1.   |      | 1.   |      | 1.   | 5.   |

Z = Zurückgezogen